# Josaia Voreqe Bainimarama
Josaia Voreqe Bainimarama, conegut popularment com a Frank Bainimarama, (27 d'abril de 1954) és el comandant en cap de les forces militars de Fiji.
Actualment és el cap de l'executiu, després de liderar el quart cop d'estat a Fiji en menys de dues dècades i derrocar el govern del primer ministre Laisenia Qarase el 5 de desembre de 2006.